# تانگی بارو
تانگی بارو (انگلیسی: Tanguy Barro؛ زادهٔ ۱۳ سپتامبر ۱۹۸۲) بازیکن فوتبال اهل بورکینافاسو بود.
از باشگاه‌هایی که در آن بازی کرده است می‌توان به باشگاه فوتبال اوپن اشاره کرد.
وی همچنین در تیم ملی فوتبال بورکینافاسو بازی کرده است.